# Euryestola antennalis
Euryestola antennalis är en skalbaggsart som beskrevs av Stefan von Breuning 1940. Euryestola antennalis ingår i släktet Euryestola och familjen långhorningar.
Artens utbredningsområde är Venezuela. Inga underarter finns listade i Catalogue of Life.